# 表意文字小組
表意文字小組（英語：Ideographic Research Group，原名 Ideographic Rapporteur Group，簡稱 IRG）是Unicode聯盟和ISO/IEC JTC1/SC2/WG2（國際標準化組織暨國際電工委員會 第一聯合技術委員會 第二小組委員會 第二工作小組）之下的一個文字整理小組，負責整理及統合中日韓統一表意文字（漢字），以加入 Unicode 和 ISO/IEC 10646 字符集，其前身為 CJK-JRG（China, Japan, Korea Joint Research Group）。表意文字小組會員來自中國大陸、台灣、香港、澳門、日本、韓國、朝鮮、越南、新加坡和美國的政府或電腦業界代表。
表意文字小組已在統一碼定義了數個區段，放進了中日韓統一表意文字，包括「中日韓統一表意文字區」 (CJK Unified Ideograph, U+4E00－U+9FFF)、「中日韓統一表意文字擴展A區」 (CJK Unified Ideograph Extension A, U+3400－U+4DFF)、「中日韓統一表意文字擴展B區」 (CJK Unified Ideograph Extension B, U+20000－U+2AFFF)和「中日韓筆劃區」 (CJK Strokes, U+31C0－U+31EF)、「中日韓統一表意文字擴展C區」、「中日韓統一表意文字擴展D區」、「中日韓統一表意文字擴展E區」、「中日韓統一表意文字擴展F區」、「中日韓統一表意文字擴展G區」等區段。
表意文字小組把來自東亞各地的漢字統一，對應到同一位置中。這種做法曾受到批評，部分人覺得漢字統一這種做法，忽視了各國漢字的原本就有分別（包括字形和意義上）。但因 Unicode 的做法是把各地相同的文字統一 ，所以對於漢字也把它們統一了。

## 參看
- 中日韓統一表意文字
- 國際表意文字核心 (IICore)

## 外部連結
- 表意文字小組網站 （页面存档备份，存于）
- 香港政府對表意文字小組的介紹 （页面存档备份，存于）